# 渡瀬悠宇
渡瀬 悠宇（わたせ ゆう、1970年（昭和45年）3月5日 - ）は、日本の漫画家。代表作に『ふしぎ遊戯』・『妖しのセレス』・『絶対彼氏。』など。Xジェンダー。大阪府岸和田市出身。血液型はB型。

## 略歴
堺女子高等学校（現・香ヶ丘リベルテ高等学校）卒業。大阪総合デザイン専門学校卒業後、1988年、第23回小学館新人コミック大賞少女・女性部門入賞。翌年、小学館『少女コミック』に掲載された「パジャマでおじゃま」でデビュー。以後、『少女コミック』を中心に作品を掲載。
2006年（平成18年）以降、小学館の青年誌『ビッグコミックスピリッツ』や少年誌『週刊少年サンデー』にも作品を掲載し、活躍の場を広げている。

### 年譜
- 1988年（昭和63年） - 第23回小学館新人コミック大賞少女・女性部門入賞。
- 1989年（平成元年） - 『少女コミック』掲載の「パジャマでおじゃま」でデビュー。
- 1992年（平成4年） - 『少女コミック』で「ふしぎ遊戯」の連載を開始。
- 2003年（平成15年） - 『少女コミック増刊』で、「ふしぎ遊戯」と同シリーズで時代設定の異なる「ふしぎ遊戯 玄武開伝」の連載を開始。
- 2005年（平成17年） - うつ病[3]の為、ドクターストップをかけられ仕事を完全に休業。
- 2006年（平成18年） - 夏、渡瀬悠宇公認サイトの掲示板にて復帰が発表され、9月に復帰。
- 2007年（平成19年） - 月刊flowers増刊『凛花』で「櫻狩り」の連載を開始。
- 2008年（平成20年） - 2004年から4年間発刊されてきた『渡瀬悠宇パーフェクトワールド ふしぎ遊戯』特別誌が休刊。「ふしぎ遊戯 玄武開伝」が事実上の休載になる。10月、『週刊少年サンデー』で「アラタカンガタリ〜革神語〜」を連載開始。
- 2010年（平成22年） - 月刊Flowers増刊『凛花』で「ふしぎ遊戯 玄武開伝」を再開。
- 2017年（平成29年） - 『月刊flowers』で、「ふしぎ遊戯」、「ふしぎ遊戯 玄武開伝」と同シリーズで時代設定の異なる「ふしぎ遊戯 白虎仙記」の連載を開始。

## 人物
5歳から漫画を描き始め、17歳でプロ漫画家を志した。小学生から高校生くらいまでは自殺未遂を起こすほどのいじめを受けており、その体験は『アラタカンガタリ〜革神語〜』の革がいじめられてるシーンでも流用された。宗教を信仰することで回復したという。創価学会の会員で、たびたび機関紙にイラストを提供しているほか、『妖しのセレス』の最終巻では尊敬している池田大作名誉会長へ同作品を捧げるという趣旨の手書きコメントを寄せている。

## その他
- 公式サイト“渡瀬悠宇オフィシャルサイト「我ノ花」”のドメイン名（ y-watase.com ）は2018年（平成30年）頃から、渡瀬悠宇と無関係の内容（人物）で運営されている。

## 受賞
- 妖しのセレス：第43回（平成9年度）小学館漫画賞少女部門受賞

## 作品リスト
- 思春期未満お断り（1991年、少女コミック） 単行本全3巻
  - 続・思春期未満お断り（1992年 - 1994年、少女コミック増刊） 単行本全3巻
  - 思春期未満お断り 完結編（1998年、少女コミック別冊付録） 単行本全1巻
- ふしぎ遊戯（1992年 - 1996年、少女コミック） 単行本全18巻。後にテレビアニメ化され、OVAやオリジナル小説（西崎めぐみ著）などにもなった
- エポトランス!舞（1994年 - 1995年、少女コミック増刊） 単行本全2巻
- 妖しのセレス（1996年 - 2000年、少女コミック） 単行本全14巻。ふしぎ遊戯と同じスタッフでテレビアニメ化もされた
- 天晴じぱんぐ!（1997年 - 2003年、少女コミック増刊） 単行本全3巻
- イマドキ!（2000年 - 2001年、少女コミック） 単行本全5巻
- ありす19th（2001年 - 2003年、少女コミック） 単行本全7巻
- 絶対彼氏。（2003年 - 2004年、少女コミック） 単行本全6巻。設定に差異がありながらも速水もこみち主演でテレビドラマ化された
- ふしぎ遊戯 玄武開伝（2003年 - 2013年、増刊flowers等） 単行本全12巻
- まんが遊戯（2001年頃 - 2005年頃、少女コミック本誌に掲載された「渡瀬悠宇のまんがアカデミーやんけ」のコミック版） 単行本全1巻
- 櫻狩り（2007年 - 2010年、月刊flowers増刊『凛花』） 単行本全3巻
- ふくがえる（読み切り、2006年、ビッグコミックスピリッツ） 単行本未収録
- パンドラキューブ（読み切り、2008年、週刊少年サンデー） 単行本未収録
- アラタカンガタリ〜革神語〜（2008年 - 2023年、週刊少年サンデー） 単行本全24巻、リマスター版全18巻。渡瀬作品としては3作目のテレビアニメ化。
- ふしぎ遊戯 白虎仙記（2017年 - 連載中、月刊flowers） 単行本既刊4巻（2025年4月現在）
- 渡瀬悠宇傑作集
  - ごめん遊ばせ! - 短編集
  - マジカル・ナン - 短編集
  - おてなみ拝見! - 短編集
  - 砂の王冠 - 短編集
  - ミントでKiss me - 短編集
  - 渡瀬悠宇The Best Selection - 短編集
- 悠宇とぴあコレクション
  - おいしいSTUDY（1995年 - 1996年、少女コミック増刊）
  - 結び屋NANAKO - 短編集

## 画集ほか
- 『渡瀬悠宇イラスト集 不思議遊戯』（小学館、1995年5月20日初版第1刷発行）ISBN 4-09-199701-5
- 『渡瀬悠宇イラスト集 PART2 ふしぎ遊戯 ANIMATION WORLD』（小学館、1996年2月20日初版第1刷発行）ISBN 4-09-199702-3
- 『渡瀬悠宇「妖しのセレス」イラスト集 紡歌〜天つ空なる人を恋ふとて〜』（小学館、2000年4月20日初版第1刷発行）ISBN 4-09-199703-1
- 『渡瀬悠宇ポストカードブック』（小学館、2001年1月10日初版第1刷発行）ISBN 4-09-179156-5
- 『渡瀬悠宇ポストカードブック2』（小学館、2001年12月20日初版第1刷発行）ISBN 4-09-179159-X

## 出演

### ビデオ
- すばらしきわが人生 Part3（シナノ企画）